# ITBC2
ITBC2（アイティービーシーツー）とは、情報保障 を行うためのソフトウェアの名称。
インターネットやLANを用いて、様々な端末に字幕情報を送信するためのソフトウェア。
主に、聴覚障がいを持つ方へ文字情報を提供する場合に用いられる。

## 概要
- Windowsで作動する要約筆記用ソフトウェア。
- 2006年〜現在までバージョンアップがなされている。
- v2.3はUnicode対応している。

## 特徴
- 要約筆記用ソフト(IPtalkやまあちゃん等)や速記（はやとくん）で打ち込んだ文字をHTML等に変換できる。
- Webサーバ機能により、iPhoneなどの携帯電話、iPadなどのモバイル機器、PSP・ニンテンドーDSなどのゲーム機に字幕を配信できる。
- 連携機能として、SkypeチャットやTwitterに投稿するための補助アプリを備えている。
- 音声認識ソフトを入力として利用可能。（Juliusを利用するためのインタフェイスを持ち合わせている。）
- 文章は基本的にhtml化されるため、受信側で要約筆記用の専用ソフトを使う必要がなく、LinuxやmacOSが動くPCや、モバイル機器などを利用する場合でも情報保障を受けることが可能。
- 日本障害者リハビリテーション協会のアルティアというソフトウェアと連携すると、点字出力や音声出力が可能となる。

## 応用例
- 宝塚劇場へPSPを持ち込み、歌劇のリアルタイム情報保障を行ったケースがある。[1]
- IAUDの会議で利用されたケースがある。[2]
- 都内の学校で、授業における情報保障で利用した。[3]
- iPhoneの音声・ネットワーク機能と、ITBC2の機能を組み合わせ、遠隔情報保障システムが構築された。 [4][5]
- ITBC2+PSP字幕システムを従業員教育に応用した例。スキルアップ、離職率低下などが期待されている。[6]
- 障害者スポーツ大会で活用された。[7]

## メーカ支援
- ゲーム機(PSP)の活用について、PSPを開発しているSCEI社が積極的に支援をしている。[8]
- 電話機(iPhone)の活用について、Softbank社が支援をしている。[9]